# Departamento Nueve de Julio (Santa Fe)
Das Departamento Nueve de Julio liegt im Nordwesten der Provinz Santa Fe im Zentrum Argentiniens und ist eine von 19 Verwaltungseinheiten der Provinz. 
Es grenzt im Norden an die Provinz Chaco, im Osten an das Departamento Vera, im Süden an das Departamento San Cristóbal und im Westen an die Provinz Santiago del Estero. 
Die Hauptstadt des Departamento Nueve de Julio ist Tostado.

## Städte und Gemeinden
Das Departamento Nueve de Julio ist in folgende Gemeinden aufgeteilt:
- Esteban Rams
- Gato Colorado
- Gregoria Pérez de Denis
- Juan de Garay
- Logroño
- Montefiore
- Pozo Borrado
- San Bernardo
- Santa Margarita
- Tostado
- Villa Minetti